# Força de Defensa Nacional
La Força de Defensa Nacional (FDN) (àrab: قوات الدفاع الوطني, Quwāt ad-Difāʿ al-Waṭanī, ‘Forces de Defensa Nacional’; anglès: National Defense Force, NDF) és una milícia popular organitzada per l'Exèrcit de Síria per lluitar contra les forces gihadistes rebels que participen en el conflicte de la Guerra civil siriana.

## Formació
L'objectiu era formar una força altament motivada, local i efectiva a partir de milícies progovernamentals. La FDN rep el seu salari i l'equipament militar del govern. Els homes joves i aturats s'uneixen a la FDN. Alguns la veuen més atractiva que l'Exèrcit Sirià, atès que molts el consideren infiltrat amb rebels, amb massa pressió i amb fons insuficients.
Molts dels reclutes s'uneixen al grup perquè membres de les seves famílies han estat assassinats pels grups rebels Gihadistes que oprimeixen, torturen i maten aquells a qui consideren infidels, alhora que defensen la versió més fonamentalista de la Xaria.
L'FDN també és popular perquè les unitats del grup operen principalment en les seves àrees locals. En alguns pobles alauites, gairebé tots els homes en edat militar s'han unit a la Força de Defensa Nacional.
Damasc ha aconseguit adoptar un nou estil de lluita contra els insurgents sirians recolzats des de l'estranger, mitjançant la formació d'un Exèrcit popular, que lluita al costat de les Forces armades nacionals. Aquest exèrcit, conegut amb el nom de Força de Defensa Nacional, està integrat per comitès populars i per voluntaris.
Segons el corresponsal del canal de televisió libanès Al Manar, que va visitar un camp d'entrenament de la Força de Defensa Nacional situat a prop de la ciutat de Latakia, aquesta milícia popular dona suport a l'Exèrcit Àrab de Síria en la seva missió de mantenir la seguretat en les àrees que pateixen els atacs dels grups armats recolzats des de l'estranger. Els cursos de formació s'imparteixen de forma accelerada per tal d'entrenar els combatents en els combats en zones muntanyoses. Els membres dels comitès estan especialitzats en missions de vigilància i infiltració, a més de recollir informació sobre els insurgents. Alguns combatents estan especialitzats en el desmantellament d'artefactes explosius.
Ha estat organitzada a la ciutat de Homs una força paramilitar femenina coneguda com les "Lleones de la Defensa Nacional" (LND), es tracta d'una força formada per més de 500 dones combatents d'edats entre els 19 i els 35 anys, aquesta unitat ha estat desplegada en diferents províncies sirianes per vigilar els llocs de control i dur a terme operacions de seguretat.

## Paper
La força actua com a infanteria, lluitant directament contra els rebels i portant a terme operacions de contrainsurgència en coordinació amb l'exèrcit, que els proporciona suport logístic i d'artilleria. La FDN és una força secular.
Segons l'agència de notícies Reuters, el grup ha tingut un paper crucial en millorar la situació militar per les forces governamentals a Síria des de l'estiu de 2012, quan molts analistes varen creure que era imminent la caiguda del president Baixar al-Àssad i del seu govern.
Segons el diari The Washington Post, en el mes de maig de l'any 2013 la Força de Defensa Nacional comptava amb 60,000 homes entrenats per Hesbol·là i per consellers iranians.
Les unitats treballen principalment en les seves àrees locals, tot i que els membres també poden prendre part en operacions de l'exèrcit. Alguns han assegurat que la FDN fa la major part de la lluita perquè els seus membres, en ser locals, tenen un gran coneixement de la regió.

## Anàlisi externa
En Michael Weiss de NOW Lebanon els ha descrit com un "exèrcit guerriller recentment format" que ha esdevingut "una reinvenció professionalitzada dels Comitès Populars prorégimen, que eren abans de 2013 milícies alauites armades a nivell local que es coordinaven en estreta col·laboració amb els serveis de seguretat sirians, els Cossos de la Guàrdia Revolucionària Islàmica (IRGC) i Hesbol·là. Els Comitès han estat entrenats per esdevenir els principals executors de la violència estatal.
Aron Lund del CTC Sentinel va indicar que la FDN s'havia creat a partir de la unió de centenars de Comitès Populars i altres grups paramilitars en una estructura més formalitzada dins de l'aparell de seguretat de l'Estat. El Govern dels Estats Units ha dit que el gran aliat de Síria, l'Iran, està ajudant a construir el grup partint del model de la seva pròpia milícia, amb alguns membres entrenant-se a l'Iran.